# الهكسوس

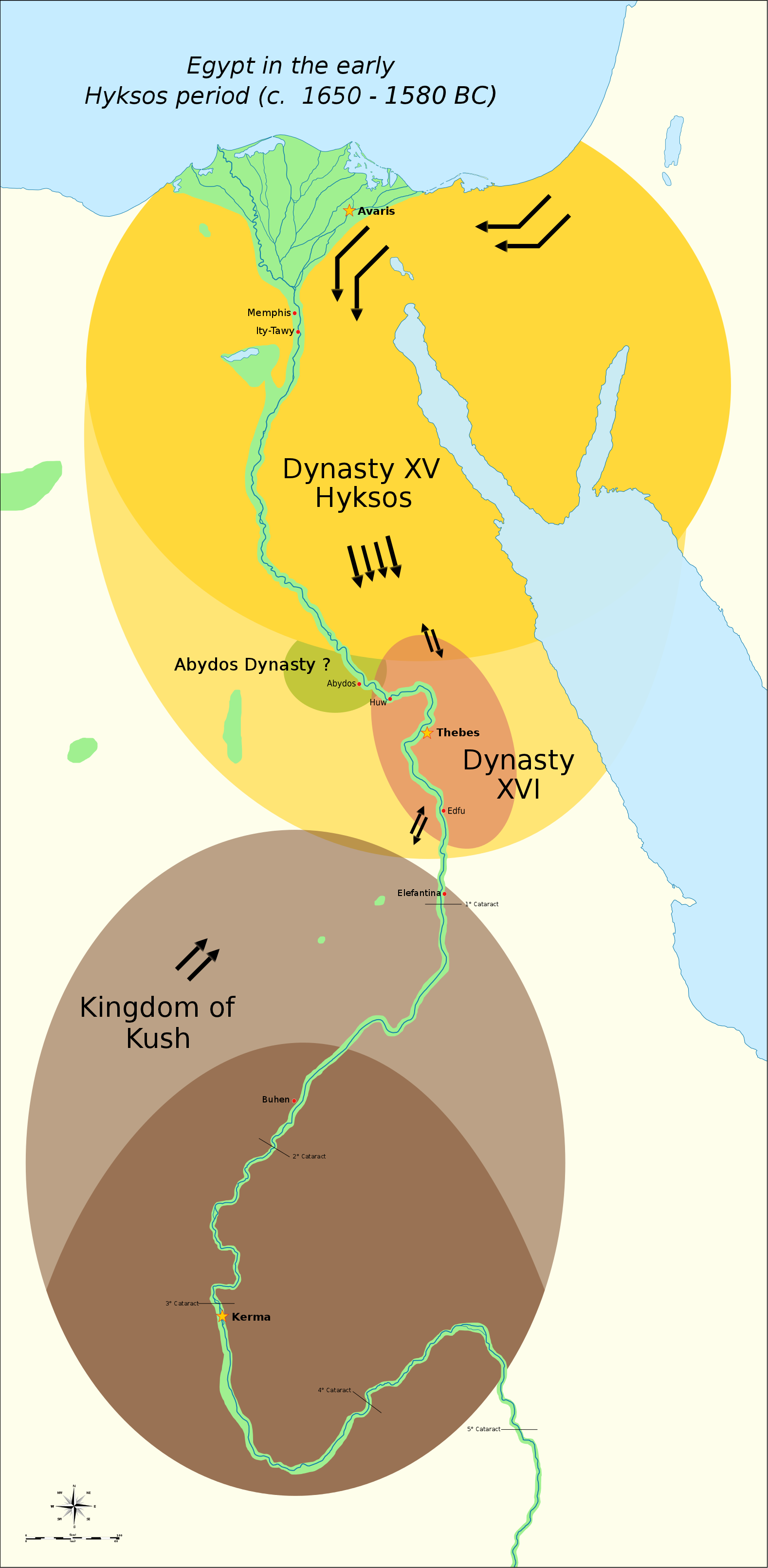
سيطر الهكسوس على حكم مصر خلال الأسرة الرابعة عشر (في الشمال)؛ أما مملكة كوش من الجنوب ،امتدت سيطرة كاشتا («الكوشي») إلى مصر العليا في القرن الثامن قبل الميلاد بعد ضعف الأسرة 19 في الدولة الحديثة.

الهكسوس (تُنطق باللغة المصرية القديمة: HqA(w)-xAswt، «الأمراء الأجانب أو الأعراب») هم أحلافٌ من الأعراب العموريين الكنعانيين وقلة قليلة من الحيثيين والحوريين، وفي كتب الإخباريين هم العماليق جاؤوا من غرب آسيا فاستوطنوا ما بين سيناء وشرق النيل ما قبل عام 1560 قبل الميلاد. وكان في دخولهم نهاية زمن الأسرة الثالثة عشر، وبداية المرحلة الانتقالية الثانية في مصر.
لم تكن هجرة الهكسوس هي أول هجرة للكنعانيين بل سبقتهم هجرة أولى للكنعانيين. فظهر الكنعانيون لأول مرة في مصر في نهاية الأسرة الثانية عشر حوالي 1800 أو 1720 قبل الميلاد وأنشأوا مملكة مستقلة في شرق دلتا وادي النيل. حيث قام حكام الدلتا الكنعانيين بتجميع أنفسهم وأسسوا الأسرة الرابعة عشر، التي عاصرتها الأسرة المصرية الثالثة عشر وكان مقرها «إيثت-تاوي». وربما تضاءلت تدريجياً سلطة الأسرتين الثالثة عشر والرابعة عشر نتيجة المجاعة والطاعون.
سيطر الهكسوس على أراضي كلتا الأسرتين حوالي 1650 قبل الميلاد، وأسسوا الأسرة الخامسة عشر. فلقد تسبب انهيار الأسرة الثالثة عشر إلى فراغ السلطة في الجنوب، وربما قد أدى ذلك إلى صعود الأسرة السادسة عشر من أبيدوس، التي اتخذت من طيبة مقراً لحكمها. فغزا الهكسوس كليهما في نهاية الأمر، ويستثنى من ذلك طيبة التي لم يستمر الغزو فيها إلا لفترة قصيرة. ومنذ ذلك الوقت سيطرت الأسرة السابعة عشر على طيبة وحكمت لبعض الوقت في تعايش سلمي، ربما على شكل حكام إقطاعيين للملوك الهكسوس. وفي نهاية المطاف شن سقنن-رع تاو، وكاموس، وأحمس حرباً ضد الهكسوس من الجنوب إلى الشمال، وطردوا آخر ملوكهم «خامودي» من مصر 1550 قبل الميلاد.

لقد اعتاد الهكسوس دفن الخيول، وربطوا كبير آلهتهم «أدد» – إله العواصف – بإله العواصف المصري «ست». فالهكسوس أخلاط؛ أصوله ناطقة على الأغلب باللغات السامية. ويُعتقد بشكل عام أن جماعة الهكسوس احتوت العناصر الحورية والهندو-أوربية، وخصوصاً بين القيادات. إلا أن هذا الرأي قد لاقى معارضة شديدة في بعض الأوساط، غالباً لأسباب سياسية.

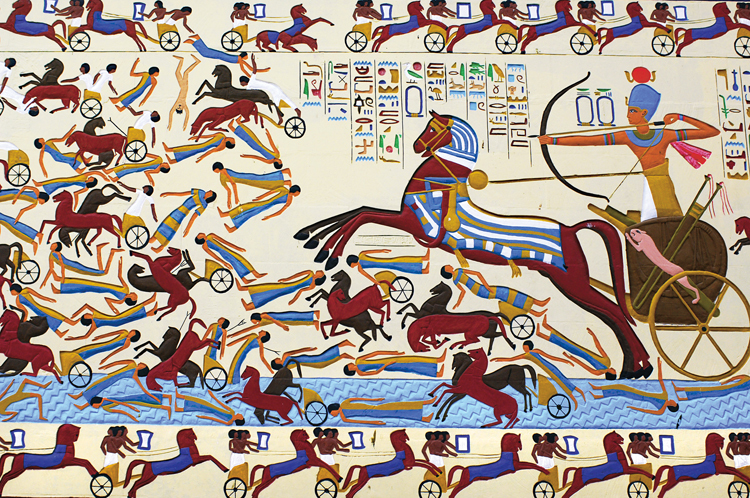
لوحة تُصور أحمس الأول يقاتل الهكسوس في معركه.

الهكسوس هم حلفٌ من الأعراب( الكنعانيين وأقلية من الحوريين والحثيين) دخلت مصر من سيناء في زمن ضعف الدولة الوسطى وأُفول الأسرة الرابعة عشر، أختلف أهل التاريخ في أنسابهم ولكن الراجح أنهم أصحاب أصول آسيوية متعددة ومنهم من كان سامي الأصل فكانت أسماء ملوكهم عمورية مثل صقير حار و‌خيان و‌ابوفيس و‌خامودي وأسماء أصنام الهكسوس سامية مثل بعل و‌عناة، وانتقلوا من صحراء النقب إلى برية سيناء ثم إلى مصر.
إستمرت دولة الهكسوس في مصر زهاء المئة سنة، فجلبوا معهم العديد من الصناعات والأدوات كبعض الآلات الموسيقية الجديدة والكلمات الأجنبية وكذلك من هذه الصناعات وسائل جديدة في صهر النحاس وصناعة الفخار، وآلات الفلاحة التي لم تكن معروفة عند القبط. وجلب أيضاً الهكسوس لمصر بعض من الآلات الحربية التي كانت تستعمل من قبل الكنعانيين من عربات تجرها الخيول والأقواس المركبة والفؤوس والسيوف المحدبة،  ومن ثم جلت الهكسوس من مصر على يد الملك أحمس الأول في عصر الأسرة الحديثة. وكانت هذه الأحداث عاملاً حاسماً لنجاح المملكة المصرية الحديثة لاحقاً في إقامة مملكة عظيمة في المشرق.

## علم أصول الكلمات (التأثيل)
إن مصطلح «هكسوس» مشتق من العبارة المصرية HqA(w) xAst وتعني (حكام الأراضي الأجنبية)، وقد تم إستخدامها في نصوص مصرية مثل قائمة ملوك تورين لوصف حكام الأراضي المجاورة لمصر. والبدايات الأولى لظهور هذا المصطلح تعود إلى أواخر المملكة المصرية القديمة للإشارة إلى شيوخ قبائل نوبية متعددة، وفي المملكة المصرية الوسطى للإشارة إلى شيوخ مناطق سوريا وكنعان الناطقة باللغة السامية. وكلمة هكسوس هي كلمة فريدة في اللغة اليونانية القديمة  ὑκσώς(فهي تنطق مع علامة توقف ولهجة نهائية رزينة على الأوميجا)، يُقال أنها مشتقة من المصرية. وإستخدمها مانيتون في تاريخه للتعبير عن المعنى الفريد «الملك الراعي». ومانيتون هو كاهن ومؤرخ مصري من سمنود ، يعود إلى القرن الثالث قبل الميلاد، وهو لذي عرف وكتب باللغة اليونانية وثائق تعود إلى ما قبل العصر البطلمي. فمانيتون كان هو المصدر الوحيد المتاح لمعرفة قامة الملوك المصريين قبل فك رموز الخط الهيروغليفي. والدليل على أن كلمة ὑκσώς (هكسوس) ليست يونانية الأصل هو أنها لا تراعي قواعد لهجة اللغة اليونانية القديمة، فهي من إحدى الكلمات اليونانية القليلة التي يتبع فيها حرف κ (الكابا) حرف σ (السجما) بدلاً من الاستخدام الأكثر شيوعا لحرف xi (الساي).
| الهكسوس بالخط الهيروغليفي  |                               |
|                            |                               |
|                            |                               |
| HqA(w)-xAst / HqA(w)-xAswt |                               |
| حكا-خاست / حكا-خاسوت       |                               |
| حكام البلاد الأجنبية       |                               |
| باليوناني                  | هكسوس (Ὑκουσσώς, Ὑκσώς, Ὑξώς) |

## الأصول

### جوزيفوس
لقد ناقش مؤرخ القرن الأول الميلادي جوزيفوس في كتابه «ضد أبيون» التزامن بين الرواية التوراتية لخروج بنو إسرائيل من مصر وحدثين شبيهين بالخروج يبدوا أن المؤرخ المصري مانيتون ذكرهما (حوالي 300 قبل الميلاد). فمن الصعب التمييز بين ما رواه مانيتون بنفسه، وما قام بتفسيره جوزيفوس أو أبيون. وجوزيفوس يعتبر خروج بني إسرائيل هو أول خروج ذكره مانيتون، عندما ترك مصر ورحل إلى القدس حوالي 480,000 هكسوسي «الملوك الرعاة» (كما أشار إليهم جوزيفوس أيضاً باسم «الرعاة» مجرداً على أنهم «ملوك» وعلى أنهم «أسرى الرعاة» في مناقشته لرواية مانيتون). فذكر الهكسوس يعتبر ذلك الخروج الأول في سياق عصر الهكسوس (القرن السادس عشر قبل الميلاد). ويقدم جوزيفوس أقدم مثال مُسجل لأصل أكثر مصطلح قد تكرر زيفه لكلمة هكسوس على أنه النسخة الهيلينية للعبارة المصرية «حقاو شاسو» والتي تعني «الملوك الرعاة». وقد أظهر العلماء مؤخراً أن هذا المصطلح مشتق من العبارة المصرية «حقاو خاسوت» والتي تعني «حكام الأراضي الأجنبية».
يعتبر أبيون الخروج الثاني الذي ذكره مانيتون هو عندما قاد كاهن مصري مارق يُدعى وسرساف 80,000 «مصاب بالجزام» للتمرد ضد مصر. ومن ثم قام أبيون بخلط هذه الرواية بما تم ذكره في الخروج التوراتي، وقال بالمخالفة لمانيتون أن هذا الكاهن المهرطق غير اسمه إلى موسى. والعديد من العلماء لا يفسرون الجزام والكهنة المصابون بالجزام تفسيراً حرفياً يشير إلى ذلك المرض، بل إلى منظومة إيمانية جديدة غريبة وغير مُرحب بها.

### أسلوب الاستيطان

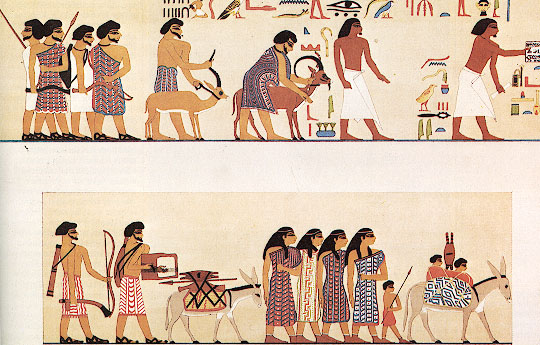
دخل مصر في 1900 قبل الميلاد مجموعة من الناس – قد تم تصنيفهم "أسيويين" (الكتابة الهيروغليفية فوق رأس الحيوان في الصورة العليا). من داخل مقبرة خنوم حتب الثاني، وهو إداري الأسرة الثانية عشر، جبانة بني حسن.

يُعتقد أن الهكسوس قد إنطلقوا إلى شمال فلسطين. فدمروا العموريين حكام جبيل في القرن الثامن عشر قبل الميلاد، ومن ثم دخلوا مصر، فأنهوا المملكة المصرية الوسطى في القرن السابع عشر قبل الميلاد. ويتصور بعض علماء الآثار الهكسوس على أنهم حشود «أسيوية» غازية. ويشير مصطلح «أسيوي» في هذا السياق إلى الشعوب الأصلية في أي منطقة واقعة شرق مصر. وعلى الرغم من ذلك، يفترض آخرون بوجود «إحتلال زاحف»: تسلل تدريجي لهجرة البدو أو شبه البدو الرحالة، الذين بدورهم إما سيطروا ببطء على حكم البلاد، أو وضعوا أنفسهم على رأس الحكومة القائمة بإنقلاب سريع.
تصف رواية مانيتون – كما سجلها يوسيفوس – ظهور الهكسوس في مصر على أنه غزو مسلح قام به حشد من البرابرة الأجانب، الذين لم يُلاقوا إلا مقاومة ضعيفة، وأخضعوا البلاد بالقوة العسكرية. كما سجل أن الهكسوس قاموا بحرق مدن المصريين، وهدموا معابدهم، ودفعوا النساء والأطفال إلى العبودية. ولقد تم الإدعاء بأن أساليبهم الثورية الجديدة في مجال الحروب قد ضمنت صعود الهكسوس المتدفق إلى المراكز التجارية التي تم إنشائها في الدلتا وطيبة لدعم تجارة البحر الأحمر. ويصف Herbert Eustis Winlock العتاد العسكري الجديد، مثل القوس المركب، فضلاً عن القوس المُحَسَّن بإعادة الإنحناء، والأهم من ذلك العجلات الحربية التي تجرها الخيول، فضلاً عن تحسين رؤوس السهام، والأنواع المختلفة من السيوف والخناجر، نوع جديد من الدروع، القمصان المُتَرَّسَة، والخوذة المعدنية. لقد قام في بادئ الأمر العرق الهندو-إيراني بإدخال المركبة الحربية إلى الشرق الأوسط. كما أن الهكسوس أيضاً هم المسئولين عن إدخال الخيل إلى مصر، وكانوا يستقلونها في كل معاركهم. فلقد لعبت العجلات الحربية منذ وقت مبكر دوراً رئيسياً في الفتوحات التي قام بها الحيثيون في الأناضول، والهندو-إيرانيون في شمال الهند ، والميسينيون في اليونان. فكما أصبحت العجلات الحربية سلاح الملوك والنبلاء المهم في تلك الفترة، فإنها أصبحت رمزاً للقوة في جميع أنحاء أوراسيا. فكان يتم رسم الملوك وهم يستقلون المركبة الحربية، وهم يذهبون بها إلى الحروب، وهم يدفنون بداخلها.
لقد إكتسبت في الآونة الأخيرة فكرة هجرة الهكسوس بدون حروب كبيرة ما يؤيدها. فوفقاً لهذه النظرية، كان حكام الأسرة المصرية الثالثة عشر منشغلين بمجاعة وطاعون محلي، وكانوا من الضعف بمكانة بحيث لم يستطيعوا وقف الهجرات الجديدة من الدخول والإستقرار في مصر. وحتى قبل الهجرة، كان الملك المصري أمنمحات الثالث يقوم بتنفيذ أعمال بناء وتعدين واسعة النطاق، ربما أستطاع الهكسوس من خلالها الوصول إلى مصر والإطاحة بالحكومة الوطنية المصرية. ويدعي أنصار الإحتلال السلمي لمصر بأنه لا يوجد بشكل عام إلا أدلة قليلة عن الحروب والمعارك في هذه الفترة. كما أنهم يؤكدون أيضاً على أن العجلات الحربية لم تلعب أي دور ذا صلة بهذه الحروب، فعلى سبيل المثال لا يتم العثور على أي أثر لعجلات حربية في عاصمة الهكسوس أفاريس على الرغم من أعمال التنقيب المكثفة. ويستشهد Janine Bourriau بعدم وجود أدوات ذات طراز هكسوسي كدليل مقابل لغزو الهكسوس. وتذكر عالمة الآثار Jacquetta Hawkes أن الهكسوس كانوا مهاجرين ساميين وليسوا حشود محتلة. ويجادل John Van Seters في كتابه "الهكسوس: دراسة نقدية جديدة" بأن بردية "إيبو-ور" لا تعود إلى الفترة الإنتقالية الأولى من التاريخ المصري (2300 – 2200 قبل الميلاد) كما كان يُعتقد سابقا، بل إلى الفترة الإنتقالية الثانية (1700 – 1600 قبل الميلاد). وهو يرى إيستيطان تدريجي لهكسوس قادمين من فينيقيا-فلسطين.

### الأصول العرقية
ربما كان الهكسوس شعب مُهجن عرقياً، وإلى حد كبير من أصول سامية. ويُعتقد أنهم إنطلقوا من شمال فلسطين. كما جاء أيضاً الحوريون إلى كنعان من هذه المنطقة. وربما كانوا ذوات صلة بالعموريين، وقد يتضمنوا العبيرو، الذين هم مجموعة شبه عسكرية من الشعوب السامية إلى حد كبير.
يشير كاموس – آخر ملوك الأسرة السابعة عشر بطيبة – إلى أبيبي على أنه شيخ قبيلة سورية «rTnw» في لوحة تنطوي على الخلقية الكنعانية لهذا الملك الهكسوسي: ذلك هو أقوى دليل على الخلقية الكنعانية للهكسوس. واسم الملك خيان قد تم ترجمته إلى العامورية على أنه حيانو (يُقراء h-ya-a-n) الذي يمثل الشكل المصري بصورة مثالية، وذلك هو التفسير الصحيح بكل الإحتمالات الممكنة. وعلاوة على ذلك فإن Kim Ryholt  قد لاحظ أن الاسم حيانو قد تم تسجيله في لوحات الملوك الآشوريين «لسلف بعيد» لشمسي حدد الأول الآشوري (1813 قبل الميلاد)، والذي يدل على أنه قد تم إستخدامه على مدار قرون قبل ولاية خيان نفسه.[ii] كما أن موضوع اسم صقر-حر (أحد الملوك الثلاثة الأول للاسرة الخامسة عشر) يميل أيضاً إلى اللغات السامية الغربية أو أصول كنعانية للحكام الهكسوس، إن لم يكن لشعوب الهكسوس أنفسهم.
كان معاصراً للهكسوس إنتشار موسع للهندو-آريين في وسط وجنوب أسيا. فوصول الهكسوس إلى مصر، إلى جانب الحوريين إلى سوريا، والكيسيين إلى بابل قد إرتبط بهذه الهجرة. فالهكسوس استخدموا العجلة الحربية التي تجرها الخيول، وهي نفس التي إستخدمها العنصر الهندو-أري، فالمصادر المصرية تذكر أن هذا إحتلال كان سريعاً. وكما يُعتقد أن الغالبية العظمي من الهكسوس هم ساميون، يُعتقد بأن من بين القيادات عادةً من هو هندو-أوربي وحوري. فطبقاً لما ذكره William L. Ochsenwald، فمن المؤكد أن الهكسوس من بينهم الحوريين الذين كانو تحت حكم ونفوذ الهندو-آريين. ويذكر Claude Frédéric-Armand Schaeffer أن الهكسوس كانوا ذوات صلة بالحوريين والحيثيين. فبينما كانت أسماء حكام الهكسوس الأوائل أو «الهكسوس الصغرى» أسماء سامية، فإن أسماء حكام الهكسوس المتأخرين «الهكسوس الكبرى» أسماء هندو-آرية، أو حورية، أو أصلها غير مؤكد لفظياً. وهذه الأسماء هي أسماء مصاحبة لموجة الغزو الهكسوسي الثانية في القرن السابع عشر قبل الميلاد، التي كانت مكونة من مجموعة مختلطة من محاربين منظمين تنظيماً جيداً ومختلفين عن أمراء الهكسوس الأسيويين الأوائل الذين وصلوا مصر في القرن الثامن عشر قبل الميلاد. ويستشهد John Bright بذلك على أنه دليل لإحتمالية وجود عناصر هندو-آرية من بين الهكسوس. وكتب Philip Khuri Hitti أن الهكسوس كانوا مجموعة مختلطة، فهي بالإضافة إلى الساميين تتضمن الحوريين والحيثيين والماتيين والعبيرويين. وقد ربط Hitti وصول الهكسوس بالهجرة الهندو-أوربية في ذلك الوقت، وإستشهد بإدخالهم الخيل والعجلات الحربية إلى مصر كدليل على إرتباطهم بالعنصر الهندو-أوربي. وعلى كل حال، فإن العناصر الهندو-أوربية كانت قليلة العدد وسرعاناً ما تم إستيعابهم داخل الأغلبية السامية، والتي تفسر لماذا لم يتبقي إلا آثار صغيرة من هويتهم اللغوية المنفصلة.
لقد قامت منافسة شديدة بين بعض العلماء منذ بدايات القرن العشرين حول تأثيرات الحيثين وخصوصاً الهندو-أوربيين من بين الهكسوس. وذلك الرفض الذي إكتسب إنتشاراً واسعا بعد الحرب العالمية الثانية كرد فعل ضد نازية عداء السامية والنظريات العرقية. وعادة يشير العلماء الرافضين للتأثيرات الحورية والهندو-أوربية من بين الهكسوس إلى أن أغلبية أسماء الهكسوس كانت أسماءً سامية، كما أنه يوجد فقراً في الأدلة الأثرية التي تفترض غزواً واسعاً النطاق على مصر من سوريا خلال وصول الهكسوس، والتسلسل الزمني الذي يضع صعود الحوريين قبل ظهور الهكسوس. وJohn Van Seters وJ.R. Kupper من بين مؤيدي هذه النظرية. ويذكر Martin Bernal أنه على الرغم من إعجابه بالدوافع السياسية للذين ينكرون تأثيرات الحوريين والهندو-أوربيين من بين الهكسوس، إلا أن الدلائل تشير إلى أنهم مخطئون.

## الأسرة الخامسة عشر

### التاريخ

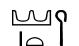
الهكسوس بالهيروغليفي

قد جرت العادة على تسمية الأسرة الخامسة عشر حصرياً بالهكسوس. ومانيتون هو أول من صاغ هذه التسمية اليونانية لتعريف الحكام الآسيويين في شمال مصر من الأسرة الخامسة عشر. ومعنى الهكسوس في اللغة المصرية القديمة هو «حكام البلاد الأجنبية»، التي قد أساء ترجمتها المؤرخ يوسيفوس بمعنى «الحكام الرعاة».
كانت مصر في حوالي عام 1700 قبل الميلاد مُفتتة سياسياً، وذلك بظهور ممالك محلية في منطقة الدلتا الشمالية. وكان نحيسي أحد ملوك هذه الممالك التي كانت عاصمتها تقع في أفاريس في شمال مصر ؛ فقد كان يحكم شعب غالبيته تتكون من عناصر سريو-كنعانية قد استقرت في هذه المنطقة خلال الأسرة الثانية عشر، وكانوا على الأرجح جنود وبحارة وبناة سفن وعمال. وربما قد حلت أسرة سريو-كنعانية ناطقة باللغة السامية الغربية مكان أسرته، وكونت أسس المملكة الهكسوسية اللاحقة. واستطاعت الانتشار جنوباً نظراً لحالة عدم الاستقرار السياسي. وكانت في نفس الوقت مدعومة «بجيش وسفن وعلاقات أجنبية.»
لقد كانت الأسرة المصرية الرابعة عشر السابقة من غرب آسيا الناطقة باللغة السامية؛ إلا أن ملوكهم لم يصفوا أنفسهم «بالهكسوس»، ويبدو أنهم كانوا إقطاعيين الأسرة الثالثة عشر الذين أشرفوا على مجتمع من التجار الآسيويين والرعاة الذين قد تم منحهم أراضي في منطقة الدلتا. وعلى النقيض نجد أن الهكسوس كانوا بشكل أساسي غزاة عموريين استثمروا لحظة ضعف في التاريخ المصري، ونجحوا في غزو البلاد بأكملها في فترة وجيزة حتى وصلوا جنوباً إلى طيبة (تحت حكم خيان 1582 قبل الميلاد).
إن الهكسوس كانوا يحملون أسماء كنعانية كالتي تمت مشاهدتها في الديانات السامية القديمة مثل عنات وبعل. وبالفعل اتخذ العديد من فراعينهم اللقب المصري «حقاو-خاسوت» (الحاكم الأجنبي)، إلى جانب ألقاب التتويج المصرية. وقاموا بإدخال أدوات حربية جديدة إلى مصر، أبرزها القوس المُركب، والعجلة الحربية التي تجرها الخيول.
إن أسماء، وترتيب، وحتى العدد الكلي لحكام الأسرة الخامسة عشر غير معروف على وجه اليقين. وتظهر أسمائهم بالهيروغليفي على المعالم الأثرية والقطع الصغيرة مثل أغطية الجرار والجعارين. وفي تلك الحالات التي لا يجتمع فيها اسم التتويج واسم الميلاد على نفس القطعة، فلا يوجد يقين على أن هذه الأسماء تعود إلى نفس الشخص. ويلخص العالم الدنماركي Kim Ryholt الوضع المعقد في دراسته التي أجراها عام 1997 على الفترة الانتقالية الثانية بقوله «لا توجد إلا مؤشرات غامضة على أصل الأسرة الخامسة عشر» ؛ ويضيف أن العدد القليل من أسماء الأسرة الخامسة عشر الباقية هي «قليلة للغاية بحيث لا تعطي استنتاجا عاما» عن خلفية أصول الهكسوس. وعلاوة على ذلك يؤكد Ryholt على أن:
كما تفتقر إلى أي مؤشرات إيجابية تفيد صلات نسب دموية بين أي من حكام الأسرة الخامسة عشر، وبالتالي فيمكننا التعامل مع أسر ذات أصول عرقية مختلطة.
إن الحكام الذين يُشتبه في إنتمائهم إلى الأسرة الخامسة عشر هم كالتالي:
| الاسم        | الفترة                                                                                              |
| صقر-حار      | تمت تسميته على حلق باب تم العثور عليه في أفاريس كأول ملك هكسوسي. لا يوجد يقين حول ترتيب توليه المُلك |
| خيان         | 1620 قبل الميلاد                                                                                    |
| أبوفيس الأول | 1595 إلى 1555 قبل الميلاد                                                                           |
| خامودي       | 1555 إلى 1545 قبل الميلاد                                                                           |

إن تاريخ مانيتون - المؤرخ المصري من سمنود نحو 400 قبل الميلاد - عن مصر لا يُعرف إلا من خلال أعمال الآخرين، مثل «ضد أبيون» للمؤرخ فلافيوس يوسيفوس. وهذه المصادر لا تذكر قائمة أسماء الحكام الستة بنفس الترتيب. وزيادة في تعقيد الأمور فإن تهجئة هذه الأسماء مشوهة للغاية بحيث أنها لا تفيد احتياجات التسلسل الزمني؛ فلا يوجد ترابط أو تقارب واضح بين معظم هذه الأسماء – ساليتس، بيون أو بنون، أبخنان، أو بخنان، أناس أو ستان، أبوفيس أو أسيس أو أرخليس – والأسماء المصرية التي تظهر على الجعارين والأشياء الأخرى. وتؤكد قائمة تورين للملوك وجود ستة حاكم هكسوسي، إلا أنه لم يتم توثيق سوى أربعة منهم كملوك هكسوس من السجلات الأثرية أو النصية المتبقية: 1) صقر-حار، 2) خيان، 3) أبوفيس الأول، 4) خامودي.
إن خيان وأبوفيس من أفضل الملوك الذين تم توثيقهم من هذه الأسرة، بينما صقر-حار لم يتم توثيقه إلا من خلال حلق باب وحيد قد تم العثور عليه في أفاريس يحمل لقبه الملكي. وقد تم ذكر حامودي كآخر ملك هكسوسي على فتاتة من لائحة تورين. وتوجد الأسماء الهيروغليفية لحكام الأسرة الخامسة عشر على المعالم الأثرية، والجعارين، وغيرها من الأشياء الأخرى.
ما يزال عدد اثنين من الفراعنة الهكسوس غير معروفين. ويفترض العديد من العلماء أنهم معيبر ششي، وعبرعناة، وسمقنو، وسخينر يكبم أو مر-وسر يعقوب-حار (الذين قد تم توثيقهم على أختام أو جعارين في منطقة الدلتا) إلا أنه من المؤكد حتى الآن أنهم ملوك آسيويين في منطقة دلتا مصر. فهم من الممكن أن يكونوا أما الملكين الهكسوسيين الباقيين، أو أفراد من الأسرة الرابعة عشر السابقة في سخا.

### نطاق الانتشار
لقد تمركزت مملكة الهكسوس في شرق الدلتا ومصر الوسطى وكانت حدودها محدودة، فلم تتوسع أبداً إلى داخل مصر العليا التي كانت تحت سيطرة حكام البيت الطيبي بإستثناء فترة وجيزة تُقدر بحوالي ثلاثة أعوام في نهاية فترة ولاية خيان وبداية أبوفيس. وأقام هكسوس الأسرة الخامسة عشر عاصمتهم ومقر حكومتهم في أفاريس.
تتداخل فترة حكم هؤلاء الفراعنة مع ملوك الأسرة السادسة عشر والسابعة عشر المصرية الوطنية المعروفة باسم المرحلة الانتقالية الثانية. وفي نهاية الأمر قام أحمس الأول أول ملوك الأسرة الثامنة عشر بطرد الهكسوس من آخر معاقلهم بشاروهين غزة في السنة السادسة عشر من ولايته.
على الرغم من ذلك يبدو أن حكام طيبة الوطنيين الذين كان حكمهم حكماً مستقلاً قد توصلوا عملياً إلى تسوية مؤقتة مع آخر حكام الهكسوس. وتتضمن هذه التسوية حقوق التنقل خلال مناطق سيطرة الهكسوس في مصر الوسطى والسفلى، وحقوق الرعي في مناطق الدلتا الخصبة. ولوحة كارنارفون الأولى هي إحدى النصوص المتعلقة بهواجس المجلس الإستشاري لحكام طيبة عندما إقترح كاموس (أبو أحمس) التحرك ضد الهكسوس الذين اعتبرهم وصمة عار في جبين أرض مصر المقدسة. ومن الواضح أن أعضاء المجلس لم يرغبوا في الإخلال بالوضع القائم أنذاك:
"نحن مرتاحون في منطقتنا بمصر. والفنتين (عند أول شلال) قوي ، ونفوذنا بالاراضي الوسطى يصل إلى قوص - بالقرب من أسيوط الحالية. ويتم حرث أنعم حقولهم من أجلنا، وأبقارنا ترعى في الدلتا. ويتم إرسال الشعير إلى خنازيرنا ... ولم يتم انتزاع ماشيتنا ... هو يسيطر على أراضي الآسيويين ونحن نسيطر على مصر".
يبدو الأمر كما لو أن إدارة الهكسوس كانت تلقى قبولاً في معظم الدوائر، إن لم تكن مدعومة فعلياً بالعديد من رعاياهم من المصريين الشماليين.
لم يتم العثور على سلع طيبية مرة أخرى في الفيوم قبل بداية حروب التحرير الطيبية خلال الأسرة السابعة عشر. وتشير بعض النصوص إلى أن الهكسوس بينما كانوا يسيطرون على منطقة الدلتا إدارياً، فإن الطيبيين كانوا مشغولين للغاية بالبحث عن الذهب وجني الأموال من تجارة البحر الأحمر. فمصر السفلى (وعاصمتها أفاريس) وطيبة عاصمة جنوب مصر قد اشتغلوا باستقلالية، وتقاسموا اتصالات محدودة فيما بينهم.

### علاقتهم بالمصريين
لقد اعتبر العلماء أن استخدام ملوك الأسرة الخامسة عشر المتزايد للجعارين، واتباعهم بعض أشكال الفنون المصرية، وانتشار ذلك على نطاق واسع، مؤشراً على أنهم  أصبحوا مصريين بشكل تدريجي. واستخدم الهكسوس الألقاب المصرية المرتبطة تقليدياً بالملكية المصرية، واتخذوا المعبود المصري ست ليمثل معبودهم الخاص. أما المصريين فنظروا إلى الهكسوس على أنهم «غزاة» ليسوا مصريين. وعندما تم طردهم في نهاية المطاف من مصر، فقد تم محو كل آثار احتلالهم. لم يتبقى روايات تسجل تاريخ هذه الفترة من وجهة نظر الهكسوس، وما تبقى فقط هي روايات المصريين الأصليين الذين طردوا المحتلين، وفي هذه الحالة فإن حكام الأسرة المصرية الثامنة عشر كانوا هم الخلف المباشر للأسرة الطيبية السابعة عشر. فالأسرة المصرية السابعة عشر هي من بدأت وقادت حرباً مستمرة ضد الهكسوس من الجنوب إلى الشمال. ويرى البعض أن ملوك طيبة الوطنيين كان لديهم حافزا لشيطنة الحكام الآسيويين في الشمال، وذلك يعلل تدمير آثارهم. فعالم آثار مثل John A. Wilson وجد أن وصف الهكسوس بالحكام الأجانب الزنادقة المتغلبين له ما يدعمه من مصادر أخرى.

## الهجوم الطيبي

### تحت قيادة سقنن-رع تاو

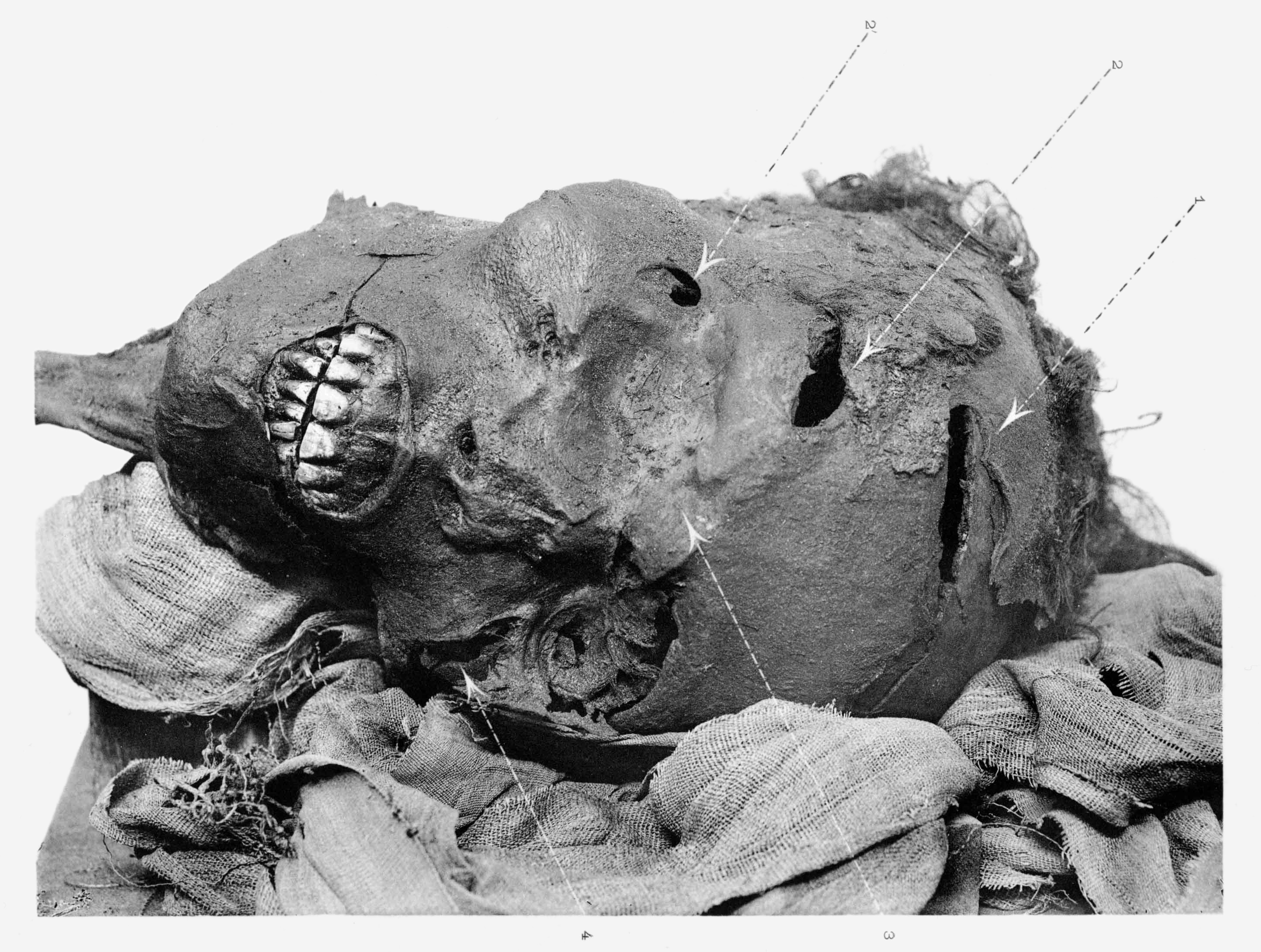
رأس سقنن-رع تاو المحنطة تحمل جروح قطعية بالبلطة الحربية. والنظرية المشهورة هي أنه توفي في معركة ضد الهكسوس.

لقد بدأت الثورة التي طردت الهكسوس من مصر العليا في أواخر سنوات الأسرة السابعة عشر في طيبة. ونقل لنا الموروث الأدبي للمملكة الحديثة اللاحقة أن أحد هؤلاء الملوك الطيبين – سقنن رع تاو – تواصل مع نظيره الهكسوسي المعاصر في الشمال – أبيبي (ويعرف أيضاً باسم أبوفيس). وأخذ هذا الموروث شكل حكاية أرسل من خلالها ملك الهكسوس أبيبي رسول إلى سقنن-رع في طيبة مطالباً بإنهاء رياضة صيد فرس النهر بالحراب؛ وكان عذره في ذلك هو أن ضجيج هذه الوحوش يصل إلى درجة أنه لم يستطيع النوم في أفاريس البعيدة. وربما كان السبب الحقيقي في هذا أن معبودهم الرئيسي كان ست، الذي كان يتم تمثيله جزئياً برجل وجزئياً بفرس النهر. ويعلل Jan Assmann ذلك نظراً لأن قدماء المصريين لا يمكنهم تصور أي معبود من المعبودات يفتقر إلى شخصية مميزة، فست إله الصحراء الذي كان يتم عبادة حصرياً وفقاً للحكاية يمثل مظهراً للشر. ربما المعلومة التاريخية الوحيدة التي يمكن استلهامها من الحكاية أن أرض مصر كانت مُقسمة، المنطقة الشمالية تحت حكم الهكسوس المباشر، أما بقية أراضي مصر فربما كانت تدفع الجزية إلى ملوك الهكسوس.
ساهم سقنن-رع في مواقف دبلوماسية نشطة، ربما كانت تتألف أكثر من مجرد تبادل الإهانات مع الحاكم الأسيوي في الشمال. ويبدو أنه قاد مناوشات ضد الهكسوس، وبالرجوع إلى جروح الراس الضارية من على موميائه الموجودة في المتحف المصري بالقاهرة، يتبين لنا أنه ربما يكون قد توفى أثناء إحدى هذه المناوشات. ويرجع فضل أول انتصار مهم في الحرب التي يقودها الطيبيين ضد الهكسوس إلى ابنه وخليفته كاموس آخر حكام الأسرة السابعة عشر في طيبة.

### تحت قيادة كاموس

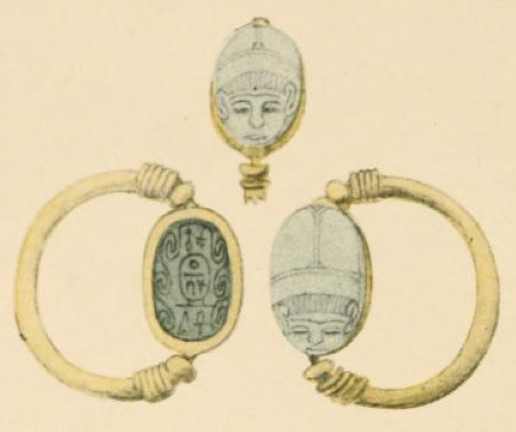
خاتم الفرعون الهكسوسي أبيبي

أبحر كاموس شمالا من طيبة على راس جيشه في السنة الثالثة من حكمه. ففاجأ وتغلب على حامية الهكسوس في أقصى الجنوب عند نفرسي شمال القوصية (بالقرب من مدينة أسيوط الحالية)، ومن ثم قاد كاموس جيشه شمالاً  حتى وصل إلى منطقة مجاورة إلى أفاريس نفسها. وعلى الرغم من أن المدينة لم يتم تسقط في يد البيت الطيبي إلا أنهم قاموا بتخريب الحقول المحيطة بها. وتستمر لوحة أخرى تم اكتشافها بالقرب من طيبة في سرد رواية الحرب التي اندلعت في لوحة كارنرفون الأولى، وتذكر اعتراض وأسر جاسوس يحمل رسالة من أبيبي المقيم في افاريس إلى حليفه حاكم مملكة كوش (السودان الحالية) يطالبه فيها بالدعم العاجل في مواجهة التهديدات التي تشكلها فعاليات كاموس ضد كلتا المملكتين. فأمر كاموس على الفور كتيبة من قواته باحتلال الواحات البحرية في الصحراء الليبية ليتحكم في الطرق الصحراوية ويغلقها من الجنوب. أبحر كاموس عائداً أعلى النهر إلى طيبة للاحتفال بالنصر المظفر، بعدما ما كان ربما ليس أكثر من غارة عسكرية مفاجئة على حاميات الهكسوس. لم يتم توثيق سنين حكم لكاموس أكثر من السنة الثالثة، فربما قد توفي بعد وقت قصير من المعركة متأثراً بجروحها.
لقد تم طرد الهكسوس من وسط مصر وانسحبوا شمالاً وأعادوا تمركزهم بالقرب من مدخل الفيوم عند أطفيح وذلك في نهاية ولاية أبيبي الملك الهكسوسي قبل الأخير من الأسرة الخامسة عشر. فهذا الفرعون قد صمد في وجه نظيره المصري الأول (سقنن-رع تاو) وما زال يتربع على العرش (وإن كان على مملكة صغيرة) في نهاية ولاية كاموس. وبلا أدنى شك فإن فترة ولاية خامودي – أخر حكام الأسرة الخامسة عشر الهكسوسية – كانت قصيرة نسبياً، وتقع في النصف الأول من ولاية أحمس الأول خليفة كاموس ومؤسس الأسرة الثامنة عشر.

### تحت قيادة أحمس

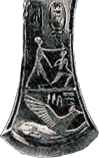
صورة مكبرة لرسومات من على شفرة بلطة تصور أحمس الأول يضرب محارباً هكسوسياً، جزءً من معدات دفن الأميرة أياح-حتب الأولى.

يُعتبر أحمس الأول هو أول ملوك الأسرة المصرية الثامنة عشر الذي اعتلى عرش طيبة لبعضاً من الوقت قبل أن يستأنف حربه ضد الهكسوس.
تم أخذ تفاصيل حملته العسكرية من الرواية الموجودة على جدران مقبرة أحمس بن إبانا. وأحمس كان عسكري من مدينة الكاب التي تقع جنوب مصر العليا، كما أن أبوه قد خدم تحت قيادة سقنن-رع تاو، وعائلته ظلوا حكاماً لمقاطعات مصرية لفترة طويلة. ويبدو أن الأمر تطلب العديد من الحملات العسكرية ضد حصون أفاريس قبل أن يتم إزاحة الهكسوس وطردهم من مصر السفلى في نهاية المطاف. وغير معروف على وجه اليقين متى حدث ذلك. فتضع بعض المراجع إقصاء الهكسوس عن مصر في وقت مبكر من ولاية عهد أحمس تصل إلى العام الرابع، بينما يضعها دونالد بي. ريدفورد في وقت متأخر تصل إلى العام الخامس عشر. ودونالد بي. ريدفورد هو صاحب الهيكل الزمني المعتمد في هذه المقالة. ويذكر أحمس الذي ترك لنا هذه النقوش أنه تتبع سيراً على الأقدام مليكه أحمس ممتطياً عجلته الحربية إلى الحرب (أول ذكر لاستخدام المصريين الخيول والعجلات الحربية)؛ وأنه قام باحتجاز أسيرين وحمل العديد من الأيادي المقطوعة (كدليل على قتل الأعداء)، وترتب على ذلك حصوله على نوط «الشجاعة الذهبي» في ثلاثة مناسبات منفصلة عندما وصل هذا الخبر إلى القصر الملكي. ولم يتم ذكر السقوط الفعلي لأفاريس إلا بشكل موجز: «ومن ثم تم اغتنام أفاريس. فحملت من الغنائم هناك: رجل، وثلاثة نساء، بمجموع أربعة أسرى. فأعطاهم جلالته لي كعبيد.»
بعد سقوط أفاريس طارد الجيش المصري الهكسوس عبر شمال شبه جزيرة سيناء وصولاً إلى جنوب بلاد الشام. وفي ذلك الموقع – صحراء النقب بين رفح وغزة – تم تقليص دور بلدة شاروهين المحصنة بعد ثلاثة سنوات من الحصار وفقاً لرواية العسكري أحمس ابن أبانا. أما الفترة الزمنية بين سقوط أفاريس وتنفيذ هذه الحملة الأسيوية فغير معروفة على وجه اليقين. فيمكن للمرء استنتاج أن التوجه إلى جنوب كنعان ربما رافق عن كثب إخلاء أفاريس من الهكسوس، إلا أن التسلسل الزمني سيظل بالضرورة مشكوكاً في أمره بناء على معطيات فترة الصراع الطويلة قبل سقوط أفاريس، واحتمالية وجود أكثر من مواسم حملات عسكرية قبل أن يغلق الهكسوس على أنفسهم أبواب شاروهين.

## العصور اللاحقة
استمر الهكسوس في لعب دوراً في الأدب المصري تحت مسمى «الأسيويين» المرادف حتى العصر البطلمي. وعادة ما كان يتم استحضار هذا المصطلح ضد أمثال هذه الجماعات السامية المستقرة في أسوان أو الدلتا، وهذا ما قد دفع المؤرخ والكاهن المصري مانيتون (أو بطليموس المندسي) إلى مطابقة مجيء الهكسوس مع مكوث يوسف وإخوته في مصر، ومما دفع بعض المؤلفين إلى مطابقة طرد الهكسوس بالخروج. فعلى سبيل المثال يقول Justin Martyr:
يتم ذكر موسى كزعيم وحاكم للأمة اليهودية. وبهذه الطريقة ذكره بوليمون في كتابه الأول عن الهيلينيين، كما ذكره أبيون بن بوسيدونيوس في كتابه ضد اليهود، وفي الكتاب الرابع من تاريخه حيث يقول أنه خلال ولاية إناخوس على أرجوس انقلب اليهود على أحمس الأول ملك المصريين وأن موسى قادهم. وفيما يتعلق بتاريخ مصر توافق بطليموس المندسي معهم في كل ذلك. 
وفقاً للوحة الفنتين وبردية هارس فإنه مع فوضى نهاية الأسرة التاسعة عشر، قام أول ملوك الأسرة العشرين بإحياء الموقف المعادي للهكسوس، وذلك من أجل تعزيز رد فعل المواطنين المصريين تجاه المستوطنين الآسيويين في الشمال، الذين ربما مرة أخرى قد تم نفيهم من البلاد. ويسجل «ست-ناختي» مؤسس الأسرة العشرين على لوحة السنة الثانية من الفنتين أنه هزم وطرد قوات أسيوية كبيرة قد قامت بغزو مصر خلال الفوضى بين نهاية عهد «تا-وسرت» وبداية الأسرة العشرين، وأنه استحوذ على الكثير من غنائمهم الذهبية والفضية المسروقة.
إن قصة الهكسوس كانت معروفة لدى اليونانيين، الذين حاولوا مطابقتها مع طرد بيلوس (بعل) من مصر، وبنات داناوس المرتبطة بأصل أسرة أرغوس.

## بداية احتلال الهكسوس لمصر
بدأ استيلاء الھكسوس على الحكم في شمال البلاد تدريجيا وعلى مراحل، فقد وطدوا أقدامھم في برعشة وتل الصحابة عند مخرج وادى الطليمات، وفي بوباستس وانشاص وفي تل الیھود على مسافة 20 كم شمال ھلیوبولیس، واستغرق هذا الزحف قرابة خمسين عام لینتھى عام 1675ق.م في عھد الملك 23 أو 34 في قائمة ملوك الأسرة الثالثة عشر وھو الملك (ديدو مسیو) الأول، وإذا صح أن ھذا الملك ھو نفسه (توتی مايوس) الذي ذكره مانيتون. يمكن القول أن الھكسوس قد تمت لھم السیطرة على مصر في عھده، وربما كان تطابق الشخصیتین متفقا مع حقیقة أن ديدومسیو ھو أخر من نعرفھم من ملوك الأسرة الثالثة عشر من خلال آثار طيبة والدير البحرى والجبلين، ومع ذلك لا يمكن القول بأن نھاية حكمه قد وضعت نھاية للأسرة الثالثة عشر، ويبدو أن سلطة خلفائه انحصرت في شكل محلى وسرعان ما اختفت ھى أيضا عام 1633 ق.م وكما يرى أستاذنا الدكتور عبد العزيز صالح الملامح الرئیسیة لعھود الأسرات الھكسوسیة التي شملت الأسرات الخامسة عشر والسادسة عشر وجزء من السابعة عشرة، وشغلت مائة عام وثمانية أو ما ھو أقل من ذلك بكثير، وجعلوا بین أسمائھم الأجنبية مثل خیان وإيبى وبین أسماء مصرية، وأنھم تشبھوا بالفراعنة المصريين في ألقابھم وملابسھم وھیئات تماثیلھم وادعوا التقرب من الأرباب المصريين، حاولوا أن يتمصروا وكما يرى كثير من الباحثين ومنهم جون فوركیته وسید برج أن بدأ تسللھم كان في منتصف الأسرة الثانية عشر ثم ازداد عددھم مع نھاية الأسرة الثانية عشر ومنتصف الأسرة الثالثة عشر في عھد كل من (نفر حوتب الأول) و(ساحتحور) و(سوبك حوتب الرابع) و(يع ايب رع –إبي) وقد جرت ھذه الأحداث في الفترة 1720 إلى 1700 ق.م، استنادا للوح الأثري المعروف بـ (لوحة الـ400 عام) يقال أن المصريين في فترة غزو الھكسوس كانوا قليلي العدد بحیث لم يتعدوا المليون نسمة وبالفعل غزا الھكسوس الدلتا، وتركزوا في مكان أطلق علیه (حت وعزت) ومن المحتمل أن ھذه المدينة تقع في شرق الدلتا فوق تل الیھود حالیا بین الزقازيق وقناة السويس وقد حصنھا الھكسوس لكي تكون لھم عاصمة، مما يجعلھم قريبين من قاعدتھم الآسيوية ويسمح لھم بالتحكم بسھوله في إقليم الدلتا، واندفع الھكسوس بقوتھم حتى منف وما ورائھا بعد ذلك

## إزاحة الهكسوس عن الحكم

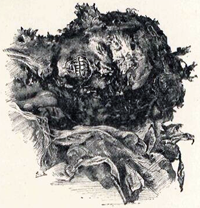
الملك المصري سقنن رع أثر مقتله في معركة مع الهكسوس

في عهد الملك سقنن رع الثاني نحو (1580 ق.م) كانت طيبة قد بلغت من القوة والمكانة السياسية شأناً جعل الصدام مع الهكسوس أمراً لا مفر منه. وهذا ما دفع ملك الهكسوس «أبوبي» إِلى اختلاق الأعذار لبدء الصراع. وحقق سقنن رع في هذا الصراع بعض النجاح إِلا أنه سقط فيه صريعاً (1575 ق.م)، في معركة خاضها مع الهكسوس وقد لوحظ وجود جروح وإصابات قاتلة في جمجمته.
وخلفه في عرش طيبة ابنه الأكبر كاموس (1560- 1570 ق.م)، وهو آخر ملوك الأسرة السابعة عشرة، وامتد حكمه خمس سنوات فقط تابع فيها الحرب التي شرعها أبوه فشن هجوماً مفاجئاً على معاقل الهكسوس المتاخمة لحدوده بقوات من الجيش وأسطول نيلي كبير، وراح يتقدم شمالاً حتى بلغ عاصمة الهكسوس نفسها. وتتحدث النصوص القديمة التي تعود إِلى عهده عن استيلائه على ثلاثمائة مركب مصنوعة من خشب الأرز مشحونة بالأسلحة والذهب والفضة والمؤن، كما تتحدث عن بطشه بالمصريين الذين كانوا يهادنون العدو. وقبض رجاله في تلك الأثناء على رسول بعث به ملك الهكسوس إِلى أمير النوبة في كوش السودان يحثه على مهاجمة أراضي طيبة من الجنوب، فلم يتردد كاموس في إرسال قوة احتلت واحة البحرية محبطاً خطط أعدائه، ثم ارتد عائداً إِلى طيبة بانتهاء موسم الحملات بعد أن قضى على تمرد قام به أحد أتباعه. وتذكر النصوص اسم كاموس وأخيه أحمس -الذي جاء بعده- عند الشلال الثاني في النوبة، مما يحتمل توغل كاموس في أراضي النوبة حتى ذلك الموقع.
بعد مقتل الملك سقنن رع في حروبه ضد الهكسوس، وكانت دولة مصر العليا المصرية محاصرة من الهكسوس شمالاً ومن ملوك النوبيين جنوباً وبعد قتل الملك كامس، ثم انتقل الحكم إلى أحمس الأول الذي لم يكن يبلغ إلا 10 أعوام وقامت والدته بحثه على التدرب على القتال مع المحاربين القدامى، وعندما بلغ ال 19 قام بعض من رجاله بالتقاط رسالة مبعوثة من ملك الهكسوس إلى ملوك النوبة يحثونهم بالزحف على الطيبة مما أدى إلى قيام أحمس بالهجوم على الهكسوس وهزمهم في عدة معارك، وقام بشن عدة هجمات خارجية عليهم في أراضيهم الأصلية، ولم تقتصر جهود أحمس الحربية على مقاتلة الهكسوس، فقد تحول بعدها إِلى جنوب مصر فقاد ثلاث حملات كبيرة متوالية استهدف فيها بلاد النوبة لتأديب أميرها الذي تعاون مع الهكسوس عليه وبذلك أصبحت الحضارة المصرية القديمة تحت حكم ملوك طيبة المصريين.

## ما بعد الهكسوس

أقصى مدى من أراضي مصر القرن الخامس عشر قبل الميلاد في عهد الدولة الحديثة

تغيرت العقيدة القتالية المصرية من الدفاع إلى الهجوم والغزو وذلك بعدما اتضح لهم أن جيرانهم من الشعوب الأخرى يريدون احتلال أرضهم ولذلك يجب الدفاع عن مصر بخلق بُعد استراتيجي لها في أراضي أخرى مما جعل الدولة الحديثة التي أسسها كامس الأخ الأكبر لأحمس تؤسس جيشاً نظامياً محترفاً ومدرباً لأول مرة في مصر وقد حدث من أسلحته مما جعلهم يوسعون حدود مصر ويقيمون أول وأكبر إمبراطورية في العالم آنذاك من الأناضول شمالاً إلى القرن الأفريقي جنوباً ومن الصحراء الليبية غرباً إلى الفرات شرقاً.
وهذا الجيش الجديد كان يعاونه الأسلحة المشتركة وأسطول بحري، لأن الجيش المصري أيام حكم الفراعنة الأوائل وحتى الهكسوس كان من المشاة لأن الفروسية كانت الحصان والعربة.
امتدت حدود مصر التي كانت تشمل مملكة كوش في شمال السودان إلى آسيا لأول مرة أيام الفتوحات الخارجية كحرب وقائية ضدها حتى الفرات بالعراق أيام الملك تحتمس الأول وحفيده الملك تحتمس الثالث قام بتوسعة الإمبراطورية المصرية إلى أقصى اتساع وصلت إليها من حدود إيران شرقاً إلى حدود تونس غرباً حالياً ومن جنوب تركيا على يد الملك رمسيس الثاني الذي هزم الحيثيين إلى القرن الأفريقي لتشمل إثيوبيا وبلاد بونت.
بعد نهاية حكم الهكسوس بدأ عصر النهضة الثاني في مصر وكان بداية الشروق للإمبراطورية المصرية والتي عرفت أقصى امتداد لها في عصر الملك العظيم تحتمس الثالث حيث تحولت الإستراتيجية المصرية من الدفاع داخل الأرض المصرية إلى الدفاع من خارجها، فامتدت الدولة المصرية من العراق إلى ليبيا ومن تركيا إلى الجندل الرابع في السودان حالياً.

## الأصل
كان الهكسوس، حكام الأسرة الخامسة عشر في مصر، من أصول غير مصرية. وهناك العديد من النظريات حول هويتهم العرقية. ويتجه أغلب علماء الآثار إلى اعتبارهم شعب (سامي اللغة) قادم من سيناء والنقب، حيث أسماء حكامهم سامية عمورية، مثل خيان وصكير حار وأبوفيس وخامودي، تعتبر من الأسماء السامية العمورية. كانت مملكة الهكسوس تتركز في شرق دلتا النيل ومصر الوسطى، وكانت محدودة في المساحة حيث لم تمتد أبداً لتشمل صعيد مصر والتي كان يحكمها حكام مصريون من طيبة. يبدو أن علاقة الهكسوس بالجنوب كانت ذات طبيعة تجارية، ومع ذلك فمن الظاهر أن الأمراء الطيبيون اعترفوا بالحكام الهكسوس، وربما اضطروا لدفع جزية لفترة من الزمن. أقام حكام الأسرة الخامسة عشر من الهكسوس عاصمتهم ومقر حكومتهم في ممفيس والمقر الصيفي في زوان (أواريس، صان الحجر حالياً).
تداخل حكم الملوك الهكسوس مع حكم الفراعنة المصريين للاسرتين السادسة عشر والسابعة عشر، وتعرف تلك الفترة بالفترة الانتقالية الثانية. طرد أول ملوك الأسرة الثامنة عشر، أحمس الأول الهكسوس من حصنهم الأخير في شاروهين في غزة في العام السادس عشر من حكمه. يرى الباحثون الاستخدام المتزايد للجعارين وتبني الفن المصري من قبل الأسرة الخامسة عشر على أنهم تمصّروا تدريجياً. استخدم الهكسوس الألقاب المصرية والمقترنة بالفراعنة المصريين، واتخذوا الإله ست ليمثل معبودهم الفخري. استمر المصريون في اعتبار الهكسوس غزاة أجانب حتى تم طردهم من مصر في آخر المطاف. وصار حكام الأسرة الثامنة عشر مصريون، وهم الخلفاء المباشرون للأسرة السابعة عشر الطيبين، والذين كانوا قد بدأوا وقادوا الحرب ضد الهكسوس لتحرير وطنهم مصر.